# Voetbalkampioenschap van Midden-Elbe 1910/11
In 1910/11 werd het zesde voetbalkampioenschap van Midden-Elbe gespeeld, dat georganiseerd werd door de Midden-Duitse voetbalbond. FuCC Cricket-Viktoria 1897 Magdeburg werd kampioen en plaatste zich voor de Midden-Duitse eindronde. De club versloeg Riesaer SV 1903 en dan Preußen 1908 Stendal (met 0-12) en verloor dan in de halve finale van VfB Leipzig. 

## 1. Klasse
| Plaats | Club                                 | Wed. | W | G | V | Saldo | Ptn. |
| ------ | ------------------------------------ | ---- | - | - | - | ----- | ---- |
| 1.     | FuCC Cricket-Viktoria 1897 Magdeburg | 8    | 7 | 0 | 1 | 35:10 | 14:2 |
| 2.     | Magdeburger FC Viktoria 1896         | 8    | 6 | 0 | 2 | 37:7  | 12:4 |
| 3.     | Magdeburger SC 1900                  | 8    | 5 | 0 | 3 | 17:37 | 10:6 |
| 4.     | Magdeburger SC Germania 1898         | 8    | 1 | 1 | 6 | 7:18  | 3:13 |
| 5.     | BFC Preußen 1902 Burg                | 8    | 0 | 1 | 7 | 8:32  | 1:15 |

|  | Kampioen, geplaatst voor Midden-Duitse eindronde |
|  | Deelname promotie-degradatie play-off            |

## Promotie-degradatie play-off
|              |                     |       |                    |  |
| 25 juni 1911 | FC Wacker Magdeburg | 4 – 0 | FC Preußen 02 Burg |  |
| 25 juni 1911 |                     |       |                    |  |

Aanvankelijk zou Preußen Burg degraderen, maar de bond besliste om de competitie met één club uit te breiden waardoor de club in de 1. Klasse bleef. 